# Hoghilag (gmina)
Hoghilag – gmina w Rumunii, w okręgu Sybin. Obejmuje miejscowości Hoghilag, Prod i Valchid. W 2011 roku liczyła 2172 mieszkańców.